# Sebastián Auger Duró
Sebastián Auger Duró (Barcelona, 4 de novembre de 1937-Barcelona, 1 d'abril de 2002) va ser un empresari de premsa espanyol especialment conegut per ser el propietari d'importants capçaleres de diaris de Madrid i Barcelona -Mundo Diario, Tele/eXpres, Informaciones- d'orientació progressista al final de l'època franquista i durant la transició espanyola. El 1966 va crear el que va denominar "Grup Mundo".

## Biografia
Nascut a Barcelona el 1937, fill de Sebastià Auger de Pons i de Ma Dolors Duró Castellá, va fer estudis de dret a la Universitat de Barcelona i va començar exercint com a advocat matrimonialista. Posteriorment va fer estudis de ciències polítiques i econòmiques a la Universitat de Madrid. Allí va intentar entrar, sense èxit, a l'Escola Oficial de Periodisme.
Els seus primers negocis van ser immobiliaris. Va començar a partir d'un solar regalat pels seus sogres amb motiu de les seves noces amb Rosa Nebot Jorge, amb qui va tenir sis fills. L'èxit en aquests negocis immobiliaris en la dècada de 1960 van ser la base econòmica que li va permetre llançar-se a l'aventura periodística. Va ser delegat d'Hisenda a l'Ajuntament de Barcelona en l'època en la qual va ser alcalde Josep Maria de Porcioles i entre 1961 i 1973 va pertànyer a l'Opus Dei.

### Negocis periodístics
Utilitzant la seva fortuna familiar va iniciar la seva trajectòria editorial a partir de 1967. L'orientació progressista que va donar als seus diaris li va crear la fama d'empresari d'esquerres, filiació que ell sempre va rebutjar. Es va definir com a liberal, i va assegurar que el seu model era l'empresari francès Jean-Jacques Servan-Schreiber.
Va crear el Grup Mundo inicialment entorn del setmanari d'informació internacional Mundo que va adquirir al juliol de 1967 al seu fundador Vicente Gállego. Després es va llançar a l'aventura de la premsa diària, fent-se càrrec de Diario Femenino per a convertir-lo en Mundo Diario, un periòdic amb informació clau per fer el seguiment històric de la transició espanyola.
El grup comptava també amb l'editorial Dopesa i uns tallers de premsa. Més tard, Auger es va embarcar en projectes vinculats a les capçaleres Cataluña Express, un projecte amb la pretensió d'introduir a Espanya el model dels tabloides populars a Gran Bretanya, a Barcelona, Tele/eXpres -adquirit al grup Godó el 1979- Informaciones, a Madrid, i el periòdic esportiu 4-2-4 així com el Diario Regional a Valladolid i Informaciones a Madrid. Va arribar a concentrar a les seves mans un imperi periodístic.
En paral·lel a la seva activitat com a editor de premsa, Auger va crear un club de debats que durant els últims anys del franquisme va portar a l'edifici sedi del Grup Mundo, al carrer de Cardenal Reig de Barcelona, destacades personalitats polítiques de l'esquerra o liberals. Des d'aquesta tribuna va parlar Josep Tarradellas per telèfon, encara des de l'exili, als assistents a un debat. I en aquesta tribuna va fer la seva primera aparició pública el llavors secretari general del PCE Santiago Carrillo. També va convidar al seu club d'opinió a alguns dels principals dirigents del PSUC, inclòs el seu secretari general, Gregorio López Raimundo.
L'aventura va acabar en suspesió de pagaments atès que molts d'aquests periòdics no resultaven rendibles. El 1980 el seu grup empresarial va fer fallida amb un passiu d'uns 2.000 milions de pessetes de l'època, que va portar al tancament de les seves publicacions, va deixar al carrer a 600 treballadors i el va obligar a marxar a l'estranger el 1982 per a eludir diverses acusacions d'estafa. Va viure durant tres anys als Estats Units i Mèxic. Buscat per la justícia, va tornar voluntàriament a Espanya el 1986. El 1989 va ser condemnat a un any de presó del qual va passar 13 dies entre reixes per una de les acusacions de menys importància entre les quals tenia pendent.
Va morir a Barcelona l'1 d'abril de 2002 a conseqüència d'un vessament cerebral.